# سیارک ۱۰۳۷۰
سیارک ۱۰۳۷۰ (به انگلیسی: 10370 Hylonome، نامگذاری:1995DW2) ده هزار و سیصد و هفتاد و یکمین سیارک کشف شده‌است که در ۲۷ فوریه ۱۹۹۵ کشف شد.
قدر مطلق سیارک برابر ۸٫۰۰ است.